# Groupe PSA
Groupe PSA (PSA, Peugeot Société Anonyme) – dawny francuski koncern motoryzacyjny powstały w 1976 roku w wyniku przejęcia przez Peugeota bankrutującego Citroëna. W styczniu 2021 roku sfinalizowana została fuzja z włosko-amerykańskim FCA, w wyniku której powstał nowy międzynarodowy konglomerat Stellantis.

## Struktura koncernu

### Marki
- Citroën – francuska marka samochodów osobowych, dostawczych i sportowych produkowanych od 1919 roku,
- DS – francuska marka samochodów premium, w latach 2009–2014 funkcjonująca jako linia modelowa marki Citroën, następnie wydzielona jako oddzielna marka samochodowa,
- Opel – niemiecka marka samochodów osobowych, dostawczych i sportowych produkowanych od 1898 roku, w grupie PSA funkcjonuje od 2017 roku,
- Peugeot – francuska marka samochodów osobowych, dostawczych i sportowych produkowanych od 1889 roku,
- Vauxhall – brytyjska marka samochodów produkowanych od 1903 roku, w grupie PSA funkcjonuje od 2017 roku,

### Zlikwidowane lub sprzedane
- Simca – francuska marka samochodów produkowanych w latach 1935–1987, w grupie PSA funkcjonowała od 1980 roku,
- Talbot – marka samochodów sprzedawanych z przerwami w latach 1903–1994, w grupie PSA funkcjonowała od 1978 roku,
- Panhard – francuska marka samochodów osobowych produkowanych w latach 1890–1967.
- Maserati – włoska marka samochodów sportowo-luksusowych, pierwotnie przeznaczona do likwidacji, finalnie sprzedana w 1975 roku.

### Pozostałe przedsiębiorstwa
- Faurecia(inne języki) – producent i dostawca części samochodowych
- Gefco – przedsiębiorstwo logistyczne
- Banque PSA Finance – dostawca usług finansowych, głównie kredytów pod zakup samochodu
- Peugeot Motocycles – producent motocykli i skuterów
- Peugeot Citroën Moteurs (PCM) – przedsiębiorstwo handlowe
- Process Conception Ingénierie (PCI) – przedsiębiorstwo zajmujące się projektowaniem i realizacją systemów technologicznych
- Sevel – spółka j.v. PSA i FIAT produkujące samochody dostawcze

## Historia

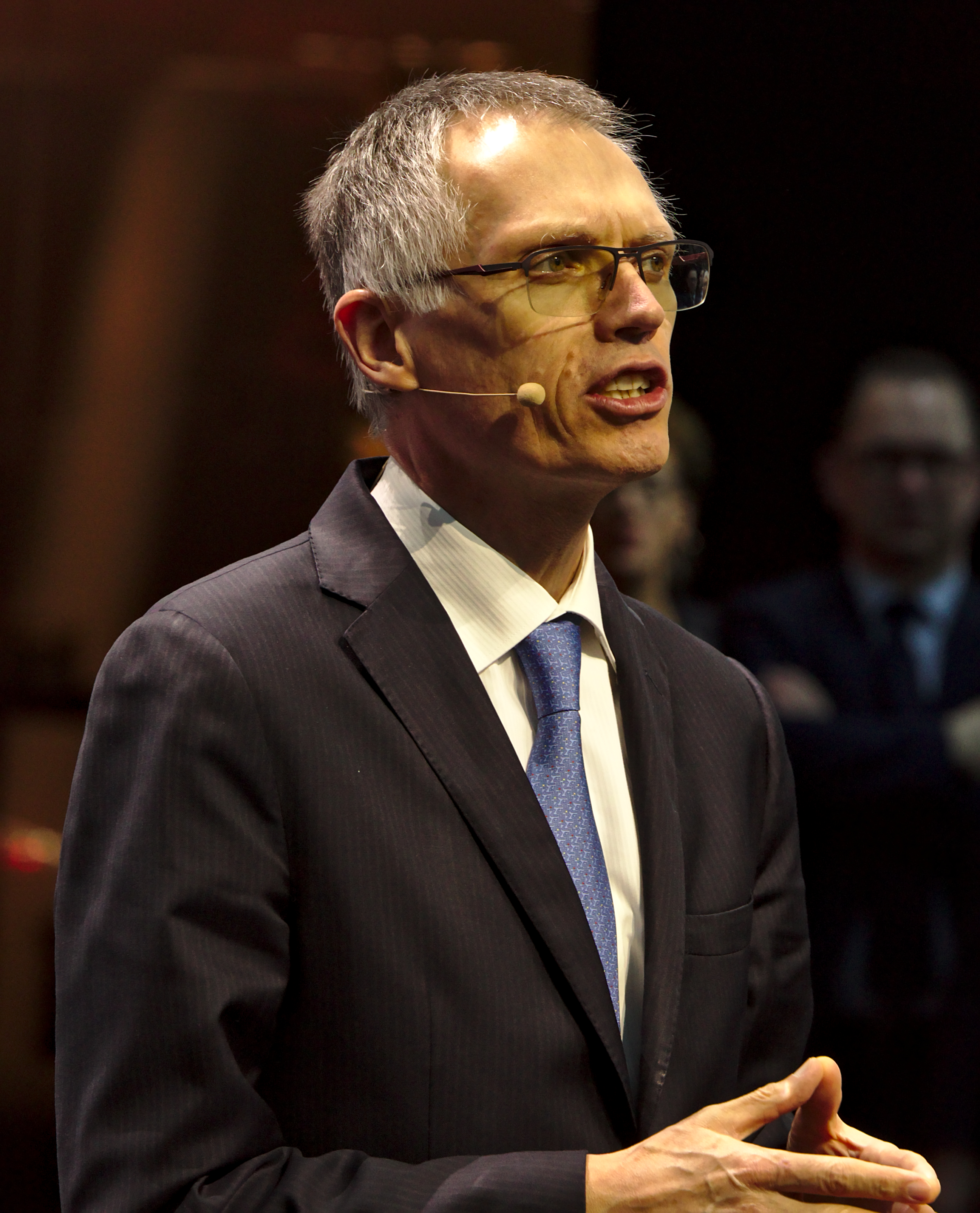
Carlos Tavares, dyrektor generalny Groupe PSA

Koncern powstał w 1976 roku na skutek przejęcia przez Peugeota znajdującego się na skraju bankructwa Citroëna. Oba przedsiębiorstwa pozostały oddzielnymi markami, ale dzieliły się technologią i częściami. W 1978 roku koncern przejął borykający się z kłopotami europejski oddział Chryslera (powstały z połączenia francuskiego producenta Simca, brytyjskiego Rootes i hiszpańskiej Barreiros). W latach 1980. koncern przeszedł poważny kryzys finansowy, z powodu którego zlikwidowano marki przejęte od Chryslera. W 2013 roku ówczesny prezes koncernu Philippe Varin ogłosił plany o odsunięciu od siebie modeli obu marek, by uniknąć wewnętrznej konkurencji, stawiając Citroëna poniżej Peugeota i wydzielając luksusową markę DS.
1 marca 2012 r. poinformowano o zawarciu strategicznego sojuszu z General Motors, który miał objąć 7% akcji francuskiego koncernu (udział rodziny Peugeot miał zmniejszyć się z 30 do 25%). Obaj partnerzy liczyli na oszczędności związane z wymianą platform, silników i pozostałych części, jednak już 12 grudnia 2013 roku General Motors ogłosiło sprzedaż swoich udziałów PSA i wycofanie się z porozumienia, argumentując, że nie dało ono oczekiwanych korzyści, zachowując jednak współpracę technologiczną.
Od roku 2016 koncern PSA produkuje we francuskiej fabryce w Valenciennes model Toyota ProAce, będący bliźniaczą konstrukcją m.in. Peugeota Experta i Citroëna Jumpy. W fabryce w Vigo, w Hiszpanii od roku 2019 wytwarzana jest Toyota ProAce City będąca bliźniaczą konstrukcją Citroëna Berlingo, Peugeota Partnera i Opla Combo.
14 lutego 2017 roku oba koncerny wspólnie poinformowały o prowadzonych negocjacjach w sprawie przejęcia przez PSA od General Motors marki Opel oraz będącej jej brytyjskim odpowiednikiem marki Vauxhall. Oznaczało to wycofanie się koncernu GM z rynku europejskiego, który ponosił dotychczas straty z posiadania tych marek. Informacja ta wywołała zaniepokojenie związków zawodowych oraz rządów Niemiec i Wielkiej Brytanii obawiających się o utrzymanie produkcji i licznych miejsc pracy w tych krajach po dokonaniu transakcji. 6 marca 2017 roku ogłoszono, że transakcja została sfinalizowana. Koncern PSA zapłacił GM kwotę 2,3 mld $, przejął w ten sposób 12 fabryk zatrudniających 40 tys. osób, stając się największym producentem samochodów w Europie za Volkswagenem.
W tym samym czasie koncern kupił prawa do indyjskiej marki Ambassador od Hindustan Motors. Oznacza to powrót koncernu na rynek indyjski.
PSA posiada porozumienia o współpracy z Toyotą (wspólne platformy dla małych aut), BMW (silniki, skrzynie biegów i auta hybrydowe), Fiatem (wspólne platformy dla vanów), Fordem (silniki), Mitsubishi (auta elektryczne) oraz chińskimi Dongfeng i Chang’an (produkcja aut w Chinach).
W 2018 roku koncern zatrudniał na całym świecie 211 tys. osób, sprzedał 3,9 mln pojazdów, a jego przychody wyniosły 74 mld €.

### Fuzja z FCA

Logo Stellantis

31 października 2019 roku koncern PSA ogłosił plany połączenia się z dotychczas konkurencyjnym Fiat Chrysler Automobiles, w ramach czego powstać miał nowy motoryzacyjny gigant o wartości ok. 50 miliardów dolarów o strukturze udziałów 50:50.
W lipcu 2020 roku ogłoszono, że nowy koncern otrzyma nazwę Stellantis, która wywodzi się od łacińskiego czasownika „stello, stellare”, oznaczającego „lśnić jak gwiazda”. Na czele nowego koncernu jako prezes funkcję objął John Elkann, natomiast Carlos Tavares, prezes Grupy PSA miał, zyskał stanowisko dyrektora generalnego. W skali światowej Stellantis jest czwartym największym tego typu podmiotem w branży motoryzacyjnej, ze sprzedażą ok. 4,16 miliona samochodów rocznie.
Z powodu Pandemii COVID-19, finalizacja fuzji została przesunięta z końca 2020 roku na początek 2021 roku. Nowy podmiot gospodarczy Stellantis ostatecznie powstał 16 stycznia 2021 roku po wyrażeniu zgody większości akcjonariuszy na połączenie FCA z Groupe PSA.

## Fabryki koncernu
- Francja

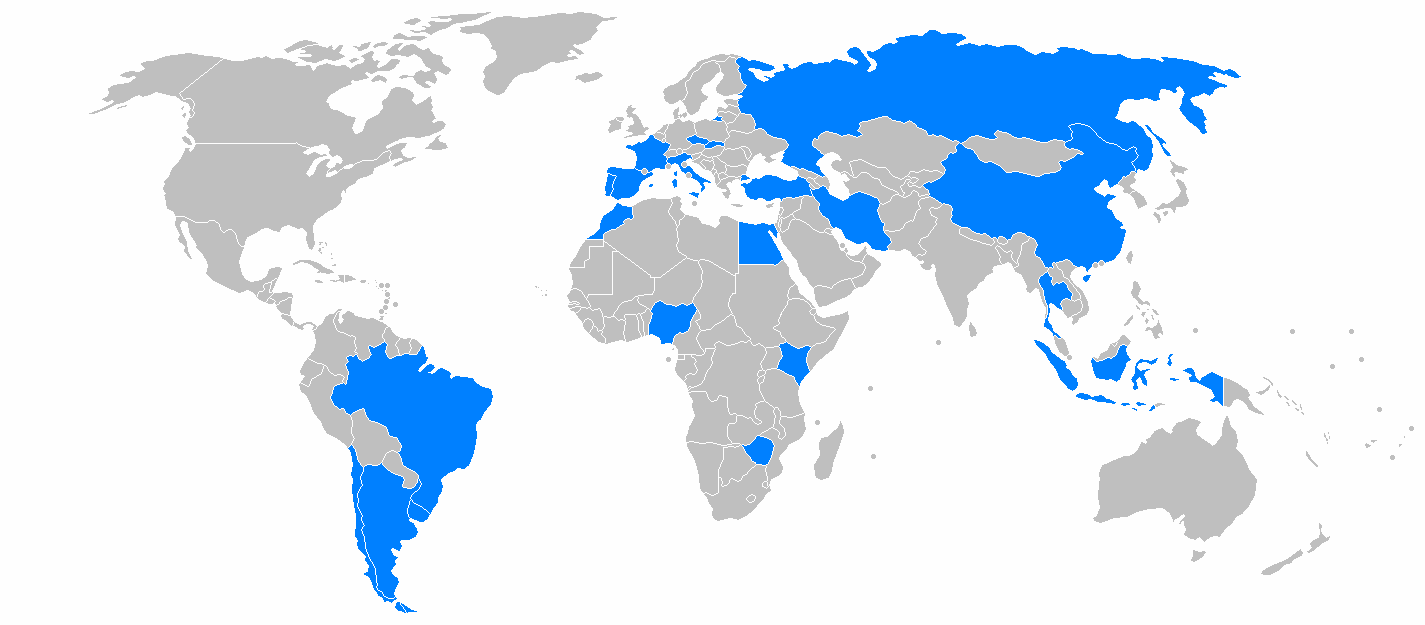
Państwa, w których znajdowały się fabryki PSA (stan na 2008)

  - Sochaux (departament Doubs) – zatrudnienie 8000 osób[16], produkcja: Peugeot 308, Peugeot 3008, Peugeot 5008, DS 7 Crossback, Opel Grandland X
  - Miluza (departament Haut-Rhin) – zatrudnienie: 1500 osób, produkcja: Peugeot 2008, Peugeot 508 II, DS 7 Crossback
  - Poissy (departament Yvelines) – zatrudnienie: 7500 osób, produkcja: DS 3, Peugeot 208, DS 3 Crossback
  - Carrières-sous-Poissy (departament Yvelines) – centrum badawcze jednostek napędowych, wspólne z japońskim Nidec
  - Rennes (departament Ille-et-Vilaine) – produkcja: Peugeot 5008 II, Citroën C5 Aircross, e-Mehari
  - Douvrin (departament Pas-de-Calais) – produkcja silników
  - Trémery (departament Mozela) – produkcja silników
  - Valenciennes (departament Nord) – zatrudnienie: 2000 osób, produkcja skrzyń biegów[17], Citroën Jumpy, Peugeot Expert, Opel Vivaro, Toyota ProAce
  - Hordain/Lieu-Saint-Amand (departament Nord) – fabryka Sevel Nord
  - Metz-Borny (departament Mozela) – produkcja skrzyń biegów
  - Cormelles-le-Royal (departament Calvados) – produkcja wałów napędowych[18][19]
- Niemcy
  - Rüsselsheim am Main – zatrudnienie: 4600 osób, produkcja: Opel Insignia, Opel Zafira
  - Eisenach – zatrudnienie: 1800 osób[20], produkcja modeli Opel Adam, Opel Corsa
  - Kaiserslautern – produkcja silników
  - Dudenhofen – tor testowy Opla
- Polska
  - Gliwice (OMP) – zatrudnienie: 2600 osób, produkcja: Opel Astra J, Opel Astra K
  - Tychy – produkcja trzycylindrowych silników benzynowych 1.2 PureTech[21]
- Hiszpania
  - Madryt – produkcja: Citroën C4 Cactus
  - Saragossa – produkcja: Opel Mokka X, Opel Crossland X, Citroën C3 Aircross, Opel Corsa
  - Vigo – produkcja: Peugeot 301, Citroën C-Elysée, Citroën C4 Picasso, Peugeot Partner, Citroën Berlingo, Opel Combo, Toyota ProAce City
- Portugalia
  - Mangualde – produkcja: Peugeot Partner, Citroën Berlingo, Opel Combo
- Włochy
  - Val di Sangro – produkcja: Peugeot Boxer, Citroën Jumper, Fiat Ducato (w ramach spółki Sevel)
- Wielka Brytania
  - Ellesmere Port – zatrudnienie: 2200 osób, produkcja: Astra
  - Luton – zatrudnienie: 1300 osób, produkcja: Opel-Vauxhall Vivaro
- Czechy
  - Kolín – produkcja Peugeot 108, Citroën C1, Toyota Aygo (w partnerstwie z Toyotą)
- Słowacja
  - Trnawa – produkcja: Peugeot 208, Citroën C3 III
- Węgry
  - Szentgotthárd – produkcja silników do modeli Opla
- Rosja
  - Kaługa – produkcja: Peugeot 408, Citroën C4, Peugeot Expert, Citroen Jumpy, Opel Vivaro
- Chiny
  - Wuhan – produkcja: Peugeot 301, Peugeot 308, Peugeot 408, Peugeot 2008, Peugeot 3008, Citroën Elysée (w partnerstwie z Dongfeng)
  - Shenzhen – produkcja modeli marki DS (w partnerstwie z Chang’an)
  - Chengdu – produkcja: Peugeot 4008 (w partnerstwie z Dongfeng Motor)[22]
- Federacja Malajska
  - Kuala Lumpur – produkcja: Peugeot 408, Peugeot 3008
  - Gurun – produkcja: Peugeot 2008, Peugeot 3008, Peugeot 5008[23]
- Kazachstan
  - Kustanaj – produkcja: Peugeot 301
- Iran
  - Teheran (w partnerstwie z Khodro)
- Maroko
  - Kenitra, fabryka otworzona w 2019, produkcja modelu Peugeot 208[24]
- Egipt
  - Kair
- Nigeria
  - Kaduna – produkcja: Peugeot 301
- Brazylia
  - Porto Real – produkcja: Peugeot 208, Peugeot 2008
- Argentyna
  - Buenos Aires – produkcja: Peugeot 408

## Historyczne fabryki Citroën
- Francja
  - Javel (Paryż) – pierwsza i jedyna do 1921 fabryka marki Citroën, początkowo produkowała pociski, w 1919 zatrudniała 4500 osób, zrekonstruowana w 1933, zamknięta w 1975, produkowała m.in. Citroën Type A[25]
  - Levallois (departament Hauts-de-Seine) – od 1921 produkowała m.in. Citroën Type C[26]
  - Suresnes (departament Hauts-de-Seine) – od 1922 przeniesiono tam kuźnie z Javel, od 1926 produkcja pojazdów półgąsienicowych[26]
  - Saint-Charles (Paryż) – atelier, gdzie od 1923 składane były skrzynie biegów[26]
  - Saint-Ouen (departament Sekwana-Saint-Denis) – od 1924 fabryka produkowała stalowe karoserie do samochodów marki Citroën[26]
  - Les Épinettes (Paryż) – od 1928 wspierała fabrykę w Saint-Ouen[26]
  - Clichy (departament Hauts-de-Seine) – od 1924 umiejscowiono tam kuźnie i odlewnie, w pobliżu w Saint-Ouen, W Clichy ok. 40% siły roboczej stanowili imigranci, w tym 64% z Maghrebu, 10% z Polski, po 4% z Portugalii, Hiszpanii, Rosji i Włoch[26]
  - Grenelle (Paryż) – od 1925 produkowała m.in. skrzynie biegów, dyferencjały i przednie osie[27]
  - Gutenberg (Paryż) – od 1926 fabryka produkująca m.in. bloki silników[27]
  - Aulnay-sous-Bois (departament Sekwana-Saint-Denis) – zamknięta w 2014, zatrudniała 3600 osób, produkowała m.in. Citroën C3
- Włochy  Wielka Brytania  Belgia  Niemcy  Polska
  - zakłady montażowe w Mediolanie (1925-1935, Włochy), Slough (od 1926, Anglia), Forest (od 1926, Belgia), Kolonii (od 1927, Niemcy), Warszawie (od 1930, Polska)[27]

## Zatrudnienie[3]
- 2015: 182 157
- 2016: 170 156
- 2017: 172 927
- 2018: 211 013
- 2019: 208 780